# Standarddeutsch
Standarddeutsch, genauer Standardhochdeutsch, auch mehrdeutig Hochdeutsch und schweizerisch Schriftdeutsch genannt, ist das Ergebnis der Normung der deutschen Sprache.
In der Linguistik wird eine solche Standardsprache in einem System von Elementen, Sub- und Nebenelementen dargestellt, zugeordnet zu verschiedenen Ebenen. Dazu gibt es verschiedene sprachwissenschaftliche Modelle.
Im Modell der Sprachzentren ist die oberste Ebene die der Vollzentren. Dort sind die Elemente des Standarddeutschen eingeordnet, die sogenannten Standardvarietäten: Das bundesdeutsche (oder deutschländische) Hochdeutsch, das österreichische Hochdeutsch und das schweizerische Hochdeutsch. Diese unterscheiden sich in Lexik, Syntax, Morphologie und Phonetik.
Diese Standardvarietäten überdachen jeweils die in den Halb- und Viertelzentren eingeordneten, nicht standardisierten Varietäten oder Substandards wie Alltags- oder Umgangssprachen, Dialekte, Technolekte (Fachsprachen) und Soziolekte wie Jugendsprachen.
Das Standardisieren und das Kodifizieren der drei oben genannten Standardvarietäten des Standarddeutschen im Rahmen ihrer Normung geschieht auf unterschiedliche Weise, da es hierfür im deutschsprachigen Raum keine überregionale Einrichtung gibt, wie z. B. die Académie française für die Normung des Französischen. So findet zum einen das „Standardisieren“ jeweils von verschiedenen binnenländischen Normengremien mehr oder minder statt. Beispielsweise sind dies für Deutschland das Institut für Deutsche Sprache (IDS), in Österreich das österreichische Bildungsministerium und in der deutschen Schweiz der Schweizerische Verein für die deutsche Sprache (SVDS).
Der Duden und andere in Deutschland veröffentlichte Werke, das in der Schweiz erschienene Wörterbuch Unser Wortschatz. Schweizer Wörterbuch der deutschen Sprache (Ingrid Bigler) sowie das im Auftrag des Bildungsministeriums erscheinende Österreichische Wörterbuch (ÖWB) in Österreich sind dagegen Beispiele für umfassende Werke des jeweiligen binnenländischen „Kodifizierens“.
Es gibt auch eine Zusammenarbeit von Vertretern der drei Länder, die ein gemeinsames Kodifizierungswerk über Gemeinsamkeiten und Unterschiede der drei Standardvarietäten erarbeiten, das Variantenwörterbuch des Deutschen (VWB). Zur Aussprache gab es eine grenzüberschreitende Zusammenarbeit der Siebs-Kommissionen. Außerdem kam es, jedoch nur hinsichtlich Rechtschreibung, durch das zwischenstaatliche Gremium von sechs Staaten mit deutschsprachiger Bevölkerung, den Rat für deutsche Rechtschreibung, nach der Reform von 1996 zu einer amtlichen Neuregelung der, nach der Orthographischen Konferenz von 1901 standardisierten, deutschen Rechtschreibung. Sie gilt in Deutschland und anderen Staaten sowie mit Abweichungen in Österreich und der Schweiz.

## Begriffe

### Sprachvarietät und Standardvarietät

#### Sprachvarietät
Sprachen haben vielfältige Ausprägungen und Formen. Diese bezeichnet der Sprachwissenschaftler Ulrich Ammon mit dem Fachbegriff (Fachterminus) Sprachvarietäten, für seinen Kollegen Norbert Dittmar hingegen sind Varietäten die Menge von Sprachstrukturen.

#### Normierung bzw. Normung
Normengremien haben die Aufgabe, im Falle von Sprache Normen für diese aufzustellen. Dazu dienen die Vereinheitlichung der Sprachstrukturen, das Standardisieren sowie das Einbringen in Nachschlagewerke, das Kodifizieren.

#### Standardvarietät
Damit eine Sprachvarietät als kodifiziert und standardisiert gilt, soll sie (nach Alexander Issatschenko bzw. Werner Besch):
- allgemeinverbindlich, z. B. eine Amtssprache sein,
- standardisiert sein, d. h., dass eine Kodifizierung von Sprachstrukturen wie Wortschatz, Aussprache, Grammatik und Orthographie besteht,
- polyvalent, also sprachlich für alle wichtigen Lebensbereiche verwendbar sein und
- sprachstilistisch unterscheidbar sein.

### Zuordnungen bzw. Zugehörigkeiten
In der Sprachwissenschaft existieren mehrere Modelle, um Zuordnungen bzw. Zugehörigkeiten zu Sprachen darzustellen.

#### Standarddeutsch und plurizentrische Sprache
Standarddeutsch ist erstens eine Standardsprache, da es die Bedingung erfüllt, dass zu allen ihren untergeordneten Varietäten (z. B. zu den als Neben- bzw. Unterelemente in der Einleitung genannten) auch mindestens eine Standardvarietät vorhanden ist.
Zweitens gilt es als eine poly-, multi- bzw. plurizentrische Sprache, der zusätzlich zur zuvor beschriebenen Bedingung der Existenz einer Standardvarietät mehrere Standardvarietäten zugeordnet sind. Vgl. U. Ammon (2015).
Allerdings gibt es nicht nur eine Erklärung zu dem Thema Sprache mit mehrfachen Zentren. Sie entwickelte sich erst mit dem Definitionskriterium mehrere Standardvarietäten. Als erster sprach der Soziolinguist William Alexander Stewart 1968 von einer polyzentrischen Standardsprache, das Gegenstück hieß für ihn monozentrische Standardsprache. Heinz Kloss verwendete ab 1976 den Begriff multizentrische Standardsprache, wenn drei Standardvarietäten bestehen. 1984 folgte Michael Clyne mit dem Begriff plurizentrische Standardsprache und verstand darunter das Vorhandensein mehrerer nationaler Varietäten (im clyneschen Sinne sind damit Standardvarietäten gemeint), wobei eine nationale Varietät für je Zentrum stand.
Die Autoren des 2004 unter der Leitung von Ulrich Ammon erarbeiteten Variantenwörtenbuchs des Deutschen (VWB) fokussieren Plurizentrik nicht in der Linie Stewart/Kloss/Clyne, bei denen das Vorhandensein mehrerer Standardvarietäten als alleiniges Kriterium galt. Die VWB-Autoren erachteten andere Kriterien als notwendig: Für sie sollte die betreffende Sprache in mehr als einem Land die nationale oder regionale Amtssprache sein. Außerdem sei der amtssprachliche Status die Ursache, dass sich in diesem Land bzw. dieser Region standardsprachliche Unterschiede ausprägten.

#### Voll-, Halb-, Viertel- und Achtelzentren
Ein weiteres Modell der Sprachwissenschaft ist die Unterteilung in Zentren. Von sogenannten Vollzentren wird gesprochen, wenn die Eigenheiten der jeweiligen einzelstaatlichen Varietät in Nachschlagewerken, insbesondere Wörterbüchern, und amtlichen Richtlinien zusammengefasst und autorisiert sind.
Auch Deutsch als plurizentrische Sprache kennt Vollzentren. Hier trifft dies für Deutschland, Österreich und die deutschsprachige Schweiz zu.
Halbzentren hingegen sind Staaten oder Regionen, wo autorisierte Nachschlagewerke für die Varietäten fehlen. Aus Sicht der deutschen Sprache sind dies Belgien (mit dem Gliedstaat Deutschsprachige Gemeinschaft), Luxemburg, Liechtenstein und Italien (mit Südtirol).
Viertelzentren sind Zentren, in denen weder eine Nutzung als Amtssprache noch eine Kodifizierung geschieht. Im Hinblick auf die deutsche Sprache trifft dies etwa auf Namibia zu. Der Hintergrund zu möglichen Achtelzentren ist bisher nicht erforscht.
Bisher wurde die sprachliche Landschaft des Deutschen im Hinblick auf die Plurizentrik nur ungenügend abgebildet. Es ist das Ziel des 2004 herausgegebenen Variantenwörterbuch des Deutschen, die Varianten der standardsprachlichen Besonderheiten besonders im Bereich des Wortschatzes, aber auch der Aussprache und der Wortgrammatik in einem Werk darzustellen. Ein an den Universitäten Graz, Salzburg (ursprünglich Augsburg) und Zürich angesiedeltes Projekt widmet sich seit 2011 überdies der Variantengrammatik des Standarddeutschen.

## Normung

### Geschichte
Bereits um 1500 flammte ein deutsch-lateinischer Sprachenstreit auf dem Gebiet der Medizin auf. Martin Luthers Übersetzung des Neuen Testamentes, die er im September 1522 beendete, war ein wichtiger Schritt zu einer frühen, als Ausgleichssprache fungierenden deutschen Schriftsprache. Luther benutzte bevorzugt Lexeme ostmitteldeutscher und ostoberdeutscher, die in geschriebener Form in vielen deutschsprachigen Gegenden gut verstanden wurden, und weniger solche aus westlicher und niederdeutscher Herkunft. Erstere weisen auch auf die Verwendung der Meißner bzw. sächsischen Kanzleisprache hin.

#### Normungsansätze im 17.–19. Jahrhundert
Ab Mitte des 17. Jahrhunderts erschienen mehrere Werke, die einen Wunsch nach Kodifizierung und Standardisierung zuerst von Schriftsprache erkennen ließen. Zu nennen sind hier Teutsche Sprachkunst (1641 Justus-Georgius Schottelius) und Grund-Sätze der Deutschen Sprachen im Reden und Schreiben (1690 Johann Bödiker). Es folgte als Beitrag zur grammatikalischen Kodifizierung Johann Christoph Gottscheds Grundlegung einer deutschen Sprachkunst von 1748, eine Anleitung zum korrekten Deutsch. Gottsched nahm dafür das meißnische Obersächsisch zum Vorbild, was nicht nur aus kulturellen Erwägungen, sondern auch aus wirtschaftlichen und politischen Gründen geschah. Diese vornehmlich ostmitteldeutsch und ostfränkisch basierte Gemeinsprache löste zwischen dem 16. und frühen 19. Jahrhundert – schwerpunktmäßig im 17. Jahrhundert – die Kanzleisprachen anderer Regionen des deutschen Sprachraums wie die oberdeutsche Schreibsprache, die Eidgenössische Landsprache und die lübische Kanzleisprache der Hanse (Hansesprache) ab.
So setzten Handbücher einzelner Gelehrter oder Gruppen von Gelehrten Maßstäbe. Diese sind aber nie unumstritten geblieben, da ihre Autoren, auch wenn sie sich auf Sprachbeobachtung stützten, nach eigenen Kriterien entschieden haben, was als Standard gelten soll und was nicht. Einen Standard setzende Werke haben deshalb im Laufe der Zeit zahlreiche Neubearbeitungen erfahren, in denen nun anerkannt wird, was zuvor als standardwidrig galt. Für die Aussprache ist als Beispiel Theodor Siebs’ Deutsche Aussprache zu nennen, dessen ursprünglicher Titel von 1898 „Deutsche Bühnenaussprache“ (siehe auch: Bühnendeutsch) zeigt, dass zunächst kein allgemeiner Standard beabsichtigt war.
Die zunehmende Allgemeingeltung der Gemeinsprache hatte implizit zur Folge, dass sich ab dem 18. Jahrhundert in den einzelnen Regionen ein neues Sprachbewusstsein herausbildete, was beispielsweise in der Auseinandersetzung zwischen den Schweizer Autoren Johann Jakob Bodmer, Johann Jakob Breitinger und Albrecht von Haller mit dem Sachsen Johann Christoph Gottsched um die „schweizerische Sprachfreiheit“ zum Ausdruck kam.

#### Sprachliche Hegemonie vom 18. bis zum 20. Jahrhundert
Die Bevorzugung des meißnischen Obersächsischen als Vorbild für ein korrektes Deutsch, die Bestandteil der Normungsansätze von Schottelius bis Gottsched und anderen war, besaß schon im 17. und 18. Jahrhundert Züge einer Hegemonie. Trotz des wachsenden sprachlichen Selbstbewusstseins sowie der Abgrenzungsversuche von Deutschschweizer Autoren und ihrer Auseinandersetzung mit der bisherigen Normung des Deutschen aus dem nördlichen deutschen Sprachraum, insbesondere durch Gottscheds Werk, änderte sich nichts. Im Gegenteil kam es teilweise zu einer Art „Unterwürfigkeit“, so von österreichischer Seite. Bei dem Besuch Gottscheds 1749 in Wien entschuldigte sich die Erzherzogin Maria Theresia für die schlechte Sprache der Österreicher.
Noch im 18. Jahrhundert verstärkte sich die Hegemonie und setzte sich im 19. Jahrhundert in einem Sprachimperialismus und -chauvinismus fort, insbesondere nach der „kleindeutschen“ Reichsgründung 1871 bis ins 20. Jahrhundert. Um die Zeit der Reichsgründung manifestierte sich ein sprachpolitischer Widerspruch zwischen den deutschsprachigen reichsdeutschen, österreichischen und Schweizer Großgruppen-Identitäten. Somit entwickelte sich die deutsche Sprache seit dem 19. Jahrhundert zu einer plurizentrischen Sprache. Schon in die erste Auflage des Rechtschreibedudens wurde schweizerischer Wortschatz aus dem Werk Gottfried Kellers aufgenommen, und in der vierten Auflage von 1893 wurde im Vorwort ausdrücklich auf eine erweiterte „Anzahl guter schweizerischer Ausdrücke“ hingewiesen. Anfang des 20. Jahrhunderts waren mit dem von Otto Behaghel 1915 verfassten Abhandlung Deutsches Deutsch und Österreichisches Deutsch und Paul Kretschmers Wortgeographie der hochdeutschen Umgangssprache von 1918 weitere Anhaltspunkte für eine Plurizentrik vorhanden, aber die Anerkennung bestand im Wesentlichen lediglich in Form von außerhalb bzw. am Rande von Deutschland bestehenden „Abweichungen“. 1939 reichte erstmals der damalige Deutschschweizerische Sprachverein (DSSV) bei der Dudenredaktion eine Liste von Helvetismen für die Dudenausgabe von 1941 ein – eine Zusammenarbeit, die 1960 in Form eines „schweizerischen Dudenausschusses“ institutionalisiert wurde und bis heute anhält.
Sprachwissenschaftliche Forschung zu den „Besonderheiten“ begannen unter anderem mit Hugo Moser in der Bundesrepublik Deutschland. Er fertigte in den 1960er Jahren Studien zu den „Besonderheiten“ an, untersuchte dabei neben Österreich und der Schweiz auch Luxemburg und die DDR, stellte dabei aber keinen Bezug zum Sprachgebrauch in der Bundesrepublik her. Das Reichsdeutsch, das er jetzt Binnendeutsch nannte, galt ihm weiterhin das „eigentliche“ Deutsch. Mit dem Begriff Binnendeutsch wurde weiter der monozentrische Standpunkt vertreten, nachdem es nur ein deutsches Sprachzentrum gäbe, demgegenüber alles andere „am Rande“ bzw. „draußen“ läge. Eingehend mit den „Besonderheiten der deutschen Schriftsprache in der Schweiz“ im Bereich von Lexik, Morphologie und Syntax befasste sich erstmals 1969/70 der Germanist Stephan Kaiser. 1973 folgte Hannelore Fenskes Untersuchung über die „schweizerischen und österreichischen Besonderheiten in deutschen Wörterbüchern“. Für die Anerkennung des schweizerischen Standarddeutsch legten die Arbeiten Kurt Meyers die Grundlage, der mit seinem wissenschaftlich basierten, aber populär gehaltenen Buch Wie sagt man in der Schweiz? von 1989 (überarbeitet 2006) breite Kreise erreichen konnte. Auch die Kodifizierung der schweizerischen Standardaussprache nahm in der zweiten Hälfte des 20. Jahrhunderts ihren Anfang, als Bruno Boesch 1957 im Auftrag der Schweizerischen Siebs-Kommission ein erstes Regelwerk erarbeitete.

#### Plurizentrik ab dem Ende des 20. Jahrhunderts
Zum Ende des 20. Jahrhunderts kam es zu einem grundlegenden Wandel im bisherigen Prozess der Normung des Deutschen. Eine durch Sprachwissenschaftler beschriebene Gleichberechtigung der österreichischen und deutschschweizerischen Standardvarietäten gegenüber der bundesdeutschen setzte sich in den 1990er Jahren mit der plurizentrischen Sichtweise auf die deutsche Sprache von Clyne, Ammon und anderen durch.

### Gegenwart

#### Grammatik
In der Bundesrepublik erlangte für den Bereich der Grammatik der 4. Band (Die Grammatik) der Duden-Reihe Bedeutung, weil deren 1. Band (Die deutsche Rechtschreibung) vor dem Beitritt der Neuen Länder 1990 über Jahrzehnte als „maßgebend in allen Zweifelsfällen“ (so der Untertitel noch der 20. Auflage von 1991) anzuwenden war. Die 3. und 5. Auflage der Duden-Grammatik haben Neubearbeitungen erfahren, die neueren Entwicklungen zum einen in der Linguistik und zum anderen in der Sprache selbst gefolgt sind. Sowohl die theoretischen Bedingungen, nach denen Kriterien für die Standards aufgestellt werden, als auch die Sprachpraxis, die immer mehr von den vorgeblichen Standards abwich, haben zur Formulierung neuer Standards geführt. Solche und konkurrierende Grammatiken sind daher eher deskriptiv als normativ und für viele potenzielle Nutzer nur schwer zur Orientierung zu verwenden.

#### Orthographie
Für den Bereich der Orthographie (Rechtschreibung) war in der „alten“ Bundesrepublik vor 1990 (beruhend auf einem Beschluss der Konferenz der Kultusminister der Bundesländer vom November 1955) der Dudenband der Rechtschreibung das maßgebende Instrument. In der Schweiz war der Dudenband eines der Instrumente, in Österreich nimmt das seit 1951 in wiederkehrender Auflage erscheinende Österreichische Wörterbuch (ÖWB) die Funktion als binnenländisches Kodifizierungswerk ein.
Seit 2004 ist in Deutschland, Liechtenstein, Südtirol und der Deutschsprachigen Gemeinschaft Belgiens das Regelwerk des Rates für deutsche Rechtschreibung für Verwaltung und Schule verbindlich. Für die Schweiz ist diese Rechtschreibnorm per Erlass der Schweizerischen Bundeskanzlei (BK) lediglich eine Hausorthographie, für die in der eidgenössischen Bundesverwaltung deutschsprachig erstellten Dokumente. Allerdings gelten Abweichungen zum übrigen Standarddeutschen z. B. wegen des fehlenden ß und in einigen Schreibungen. Weitere Abweichungen sind im etwa 200-seitigen, von der BK herausgegebenen, jeweils aktuellen Leitfaden zur deutschen Rechtschreibung mit Regelteil samt Wortliste aufgeführt. In Österreich gilt in Zweifelsfällen und Abweichungen weiterhin das ÖWB in seiner aktuellen Auflage.

#### Lexik
Die Lexik (Wortschatz) ist einer der Bereiche, bei denen sich die Standardvarietäten Deutschlands, Österreichs und der Schweiz in größerem Umfang unterscheiden. Für den bundesdeutschen Wortschatz bestehen mehrere Nachschlagewerke. Die jüngsten in Deutschland erschienenen Kodifizierungswerke zur Lexik sind: Duden – Das große Wörterbuch der deutschen Sprache in sechs bzw. zehn Bänden (GWDS), das Deutsche Wörterbuch in sechs Bänden (Brockhaus-WAHRIG) und das Digitale Wörterbuch der deutschen Sprache (DWDS), das auf dem in der DDR herausgegebenen Lexik-Kodifizierungswerk, dem Wörterbuch der deutschen Gegenwartssprache (WDG), aufbaut. Im DWDS sind neben dem Kernkorpus weitere Korpora enthalten, u. a. ein DDR-spezifischer und ein schweizerischer Text-Korpus.

## Vergleich Standardsprache und Dialekt
Unter den Dialektgruppen weisen die thüringisch-obersächsische Dialektgruppe und die ostfränkische Dialektgruppe die meisten Parallelen zur Schriftsprache auf. Die Aussprache basiert hingegen zu großen Teilen auf dem in Norddeutschland vorhandenen niederdeutschen Substrat. Einer verbreiteten Auffassung zufolge wird eine der schriftdeutschen Standardsprache nahekommende Umgangssprache („das beste Hochdeutsch“) in Hannover und Umgebung gesprochen. Es handelt sich dabei um eine Landschaft, in der die ursprünglichen niederdeutschen Mundarten heute kaum noch gesprochen werden, weshalb die Aussprache des Standarddeutschen als quasi „dialektfrei“ interpretiert wird – vergessen wird dabei die sprachhistorische Tatsache, dass dort eigentlich eine hochdeutsch (vornehmlich ostmitteldeutsch) basierte Sprachvarietät mit dem niederdeutschen Lautsystem gepaart wird. Bis zum frühen 20. Jahrhundert galt hingegen das Prager Deutsch als „das beste Hochdeutsch“.

## Zuordnung zu Zentren

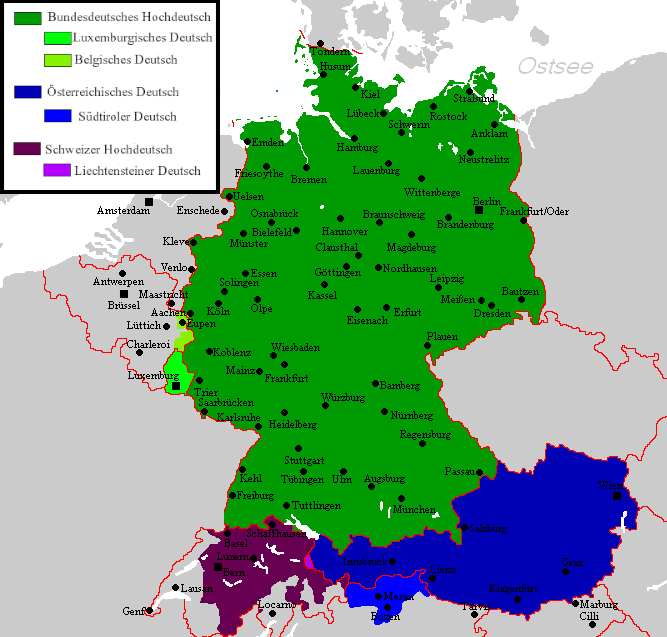
Die Voll- und Halbzentren der deutschen Standardvarietäten

Die Varietätenlinguistik spricht von (nationalen) Zentren beziehungsweise Vollzentren, Halbzentren und Viertelzentren.
- „Zentren“ sind „diejenige Länder oder Regionen, die eigene standardsprachliche Besonderheiten herausgebildet haben“.
- „Vollzentren“ sind diejenigen Länder, wo „die standardsprachlichen Besonderheiten in eigenen Nachschlagewerken, vor allem Wörterbüchern, festgehalten und autorisiert sind“.
- „Halbzentren“ sind Länder oder Regionen, wo „eigene sprachliche Nachschlagewerke – bei vorhandener Amtssprachlichkeit“ – [fehlen].
- „Viertelzentren“ sind Länder oder Regionen, „wo Deutsch keine Amtssprache ist, aber dennoch spezifische standarddeutsche Formen entstanden sind“.

### Vollzentren

#### Deutschland
Bundesdeutsches Hochdeutsch ist die bundesdeutsche Standardvarietät des Standarddeutsch. Der für die deutsche Standardsprache als Gesamtes fälschlich gleichsetzende Begriff „Hochdeutsch“ bezeichnet in der germanistischen Sprachwissenschaft eigentlich eine Gruppe von Mundarten in Mittel- und Süddeutschland (Mittel- und Oberdeutsch), die sich durch die Benrather Linie vom Niederdeutschen und Niederfränkischen abgrenzen.
Für die Bundesrepublik Deutschland ist der Begriff „Standarddeutsch“ bzw. „Standardvarietät“ insofern problematisch, als es keine Instanz gibt, die im Sinne von Regeln für Grammatik und Aussprache Standards für die deutsche Sprache festlegen könnte, so wie beispielsweise die Académie française in Frankreich Standardfranzösisch reguliert. Die Kodifizierung übernehmen kommerzielle Einrichtungen, die beispielsweise den Duden herausgeben.
Im Sinne solcher aufgestellten Standards der Académie française gibt es so kein „richtiges“ Deutsch für alle Bürger. Durch Dienstvorschriften besteht für die bundesdeutschen Beamten (somit auch für Lehrer) und Mitarbeiter des öffentlichen Dienstes ein „amtliches Hochdeutsch“. Hausorthographien regeln in verschiedensten Einrichtungen (z. B. in Verlagen) die dort anzuwendende Rechtschreibung. Sie legen fest, welche Normen zu nutzen sind, die durchaus von aktuellen Regeln abweichen können. Ebenso werden Arbeiter und Angestellte meist per Arbeitsanweisung zur Einhaltung z. B. der „neuen deutschen Rechtschreibung“ entsprechend der Rechtschreibreform 1996 aufgefordert (z. B. Journalisten). Eine Privatperson darf (in ihrer Freizeit) (deutsch) schreiben und sprechen, wie es ihr beliebt.

#### Österreich
Österreichisches Deutsch, gleichbedeutend mit österreichischem Hochdeutsch und österreichischem Standarddeutsch, bezeichnet die in Österreich gebräuchliche Varietät der neuhochdeutschen Standardsprache. Sie ist wie die beiden anderen nationalen Standardvarietäten, Schweizer Hochdeutsch und bundesdeutsches Deutsch, aus der sächsischen Kanzleisprache hervorgegangen.
Anders als in Deutschland gestaltet die Kodifizierung der österreichischen Standardvarietät eine staatliche Behörde, das Bildungsministerium. In dessen Auftrag erscheint dazu seit 1951 das Regelwerk Österreichisches Wörterbuch.

#### Schweiz
Schweizer Hochdeutsch oder Schweizerhochdeutsch bezeichnet die in der Schweiz gebrauchte Standardvarietät des Standarddeutsch. Es ist eine nationale Varietät des Standarddeutschen, die sich durch zahlreiche Besonderheiten in Wortschatz, Wortbildung, Morphologie, Syntax, Orthographie und Aussprache von außerhalb der Schweiz vorkommenden Varietäten unterscheidet. Diese Besonderheiten werden als Helvetismen bezeichnet.
Das Schweizer Hochdeutsch wird in der Schweiz Schriftdeutsch oder einfach nur Hochdeutsch genannt. Es darf nicht mit dem Schweizerdeutschen verwechselt werden, unter dem die in der Deutschschweiz als Umgangssprache gebräuchlichen alemannischen Dialekte zusammengefasst werden.

### Halbzentren

#### Belgien
Im belgischen Gliedstaat Deutschsprachige Gemeinschaft ist Deutsch Amtssprache. In der mündlichen Kommunikation herrscht ein Kontinuum zwischen moselfränkischem, niederfränkischem und ripuarischem Dialekt einerseits und Standarddeutsch anderseits. Die Einbindung in die Region Wallonien fördert Übernahmen aus dem Französischen, besonders in Form von Lehnübersetzungen.

#### Luxemburg
In Luxemburg herrscht eine luxemburgisch-deutsch-französische Triglossie, was bedeutet, dass den jeweiligen Sprachen je ein eigener, wenig vermischter Wirkungskreis zukommt. In der Verfassung wurden Luxemburgisch, Deutsch und Französisch als Amtssprachen definiert, wobei Luxemburgisch (das aus Moselfränkisch entstandene Lëtzebuergesch) die Nationalsprache ist. Französisch hat eine starke Stellung als Gesetzessprache, Deutsch eine solche als Einschulungs- und Mediensprache; Umgangssprache ist Luxemburgisch, in den urbanen Gebieten wegen der überwiegend aus romanischsprachigen Ländern kommenden Ausländer aber auch Französisch. Die starke Stellung des Französischen, gerade auch in der Administration, einerseits und die linguistische Ähnlichkeit zwischen Luxemburgisch und Deutsch anderseits führen zu Lehnwörtern und Lehnprägungen, die nur der luxemburgischen Varietät des Deutschen eigen sind.

#### Liechtenstein
In Liechtenstein werden im Alltag alemannische Dialekte gesprochen, es herrschen damit wie in der angrenzenden Schweiz diglossische Verhältnisse. Die deutsche Schriftsprache ist infolge der sprachlichen und politischen Nähe zur Schweiz stark von der Standardvarietät der Schweiz geprägt. Aus historischen Gründen – das Fürstentum hatte sich bis zum Ende des Ersten Weltkriegs an Österreich-Ungarn angelehnt, und die fürstliche Familie lebte bis 1938 in Wien – ist aber auch der Einfluss der österreichischen Standardvarietät stark.

#### Italien
Im italienischen autonomen Südtirol (amtlich Autonome Provinz Bozen – Südtirol) sind Deutsch und Italienisch, lokal auch Ladinisch Amtssprache. Die deutschsprachige Bevölkerung spricht im Alltag südbairische Dialekte, womit weitgehend diglossische Verhältnisse herrschen. Auch auf schriftsprachlicher Ebene sind sowohl Deutsch als auch Italienisch allgegenwärtig. Verwaltung und Gesetzgebung sind durchgängig zweisprachig (lokal dreisprachig), das Schulwesen ist nach den Sprachgruppen getrennt. Das Südtiroler Deutsch kennt infolgedessen einerseits zahlreiche Entlehnungen und Lehnübersetzungen aus dem Italienischen, orientiert sich aber anderseits aufgrund seiner jahrhundertelangen, bis 1918 währenden Zugehörigkeit zu Österreich und der bis heute starken Kontakte zu diesem Land auch besonders stark an der österreichischen Standardvarietät.

### Viertelzentren

#### Namibia
Der afrikanische Staat Namibia war als Deutsch-Südwestafrika eine der ehemaligen als sogenannte „Schutzgebiete“ bezeichneten Kolonien des Deutschen Reiches. Bis in die Gegenwart ist Deutsch eine der in Namibia gesprochenen Sprachen.
Mit dem Artikel 3 der 1990 angenommenen Verfassung Namibias wurde festgelegt, dass die einzige Amtssprache Englisch ist. Deutsch hat jedoch eine Präsenz, die weit über die vergleichsweise kleine Zahl Muttersprachler hinausgeht und wird als eine der vielen Nationalsprachen, in einigen Teilen des Landes auf kommunaler Ebene auch als lokale Amtssprache anerkannt. Namibiadeutsch orientiert sich grundsätzlich an der bundesdeutschen Standardvarietät, zeichnet sich aber auch durch Lehnprägungen und Entlehnungen aus, die aus dem täglichen Kontakt mit dem Afrikaans, dem Englischen und den Bantusprachen resultieren.

#### Rumänien
Rumänien gehört zu den Ländern, in denen Deutsch zwar keine staatliche Amtssprache, aber anerkannte Minderheitssprache ist. Zwar ist die Zahl der Rumäniendeutschen besonders ab 1977 infolge Auswanderung hauptsächlich nach Deutschland stark zurückgegangen, aber es existiert nach wie vor ein deutschsprachiges Kulturleben und Schulsystem. Das dortige Standarddeutsch weist eine Reihe von Wortschatzbesonderheiten auf, die von der Schule und den Zeitungen als korrekt anerkannt werden.

#### Mennonitenkolonien
Teile der Glaubensgemeinschaft der Mennoniten in Übersee sprechen im Alltag zwar niederdeutsches Plautdietsch, verwenden aber im Gottesdienst, in der Schule und in Gebrauchstexten auch hochdeutsches Standarddeutsch. In der zweiten Auflage des Variantenwörterbuch des Deutschen werden standardsprachliche Besonderheiten der Mennoniten in Mexiko verzeichnet.

#### Weitere religiöse Gemeinschaften
Auch andere deutschsprachige religiöse Minderheiten auf dem amerikanischen Kontinent wie die Amischen und die Hutterer kennen mutmaßlich standardsprachliche Besonderheiten. Aufgrund fehlender näherer Untersuchungen konnten diese aber nicht vom Variantenwörterbuch des Deutschen berücksichtigt werden.

## Standardvarietäten

### Umstrittene Standardvarietäten

#### Rumänien
Ab dem 12. Jahrhundert bildeten sich durch die Auswanderung Deutscher vor allem aus Mittel-, Süddeutschland und Luxemburg mit ihrer Ansiedlung im Gebiet des heutigen Rumänien mehrere deutschsprachige „Inseln“ heraus. Sie blieben außerhalb und weitgehend unabhängig von der weiteren Sprachentwicklung in der ursprünglichen Herkunftsgegend der Sprecher.
Inwieweit Rumäniendeutsch eine standardisierte Varietät des Standarddeutschen als Überdachung der dortigen Varietäten in Form von Dialekten, Kirchensprache usw. darstellt bzw. zumindest vor der massiven Vertreibung bzw. Abwanderung im 20. Jahrhundert vor allem nach Deutschland und Österreich eine solche war, ist in der Literatur umstritten bzw. kaum wissenschaftlich erforscht. Ulrich Ammon verweist auf Brunhilde Szöke, die sich mit der Erforschung von Rumäniendeutsch als Standardvarietät beschäftigt. Ioan Lăzărescu stellt in diesem Rahmen eine bejahende These auf und begründet dies trotz Fehlens des Kriteriums Amtssprache mit dem Vorhandensein einer Kirchensprache und dem Lehren in der Sprache im gesamten deutschsprachigen Schulwesen von den Schulen in der Unterstufe bis zu den höheren Schulen.
Nach dem Modell der Zentren ist Rumänien ein Beispiel für Viertelzentren.

## Standardisierung in ehemaligen Staaten

### Deutsches Kaiserreich (1871–1918) und Österreich-Ungarn (1867–1918)
Im Deutschen Kaiserreich und Österreich-Ungarn war die in staatlichem Auftrag stattfindende zweite Orthographische Konferenz von 1901 eine Instanz der Kodifizierung, zumindest der Rechtschreibung.

### Deutsches Reich (1933–1945)
Im Deutschen Reich von 1933 bis 1945 gab es den Versuch, die Rechtschreibung zu ändern. Aber diese als umfangreich gewollte Reform blieb im Planungsstatus und endete mit einer Ausarbeitung für den Schulgebrauch, die ebenfalls nicht umgesetzt wurde.
Die Schrift dagegen wurde geändert („Normal-Schrift“-Erlass) und diese Änderung auch nach dem Zweiten Weltkrieg beibehalten.